# Thomas Trevor (1. baron Trevor)

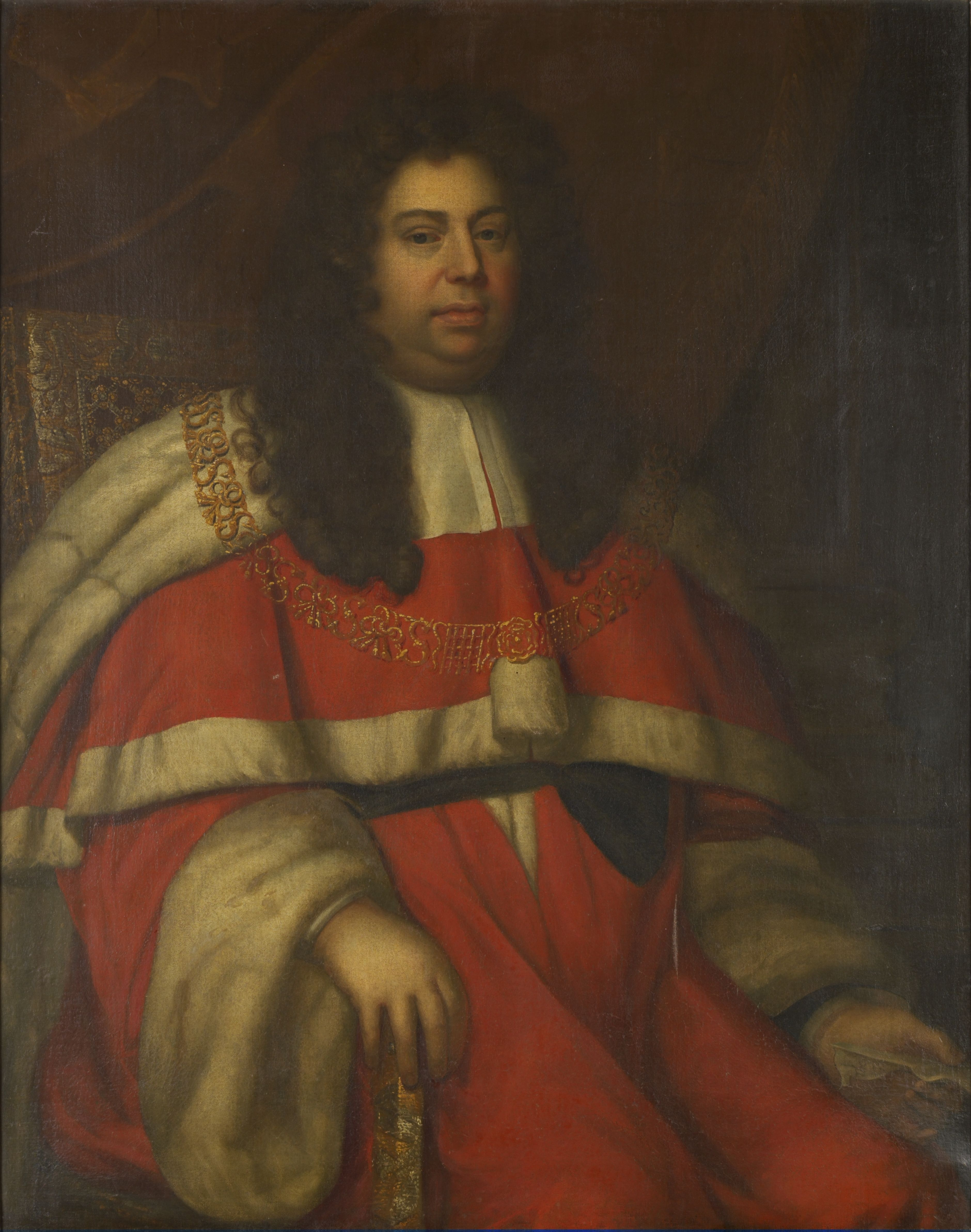
Lord Trevor

Thomas Trevor, 1. baron Trevor (ur. 8 marca 1658, zm. 19 czerwca 1730) – brytyjski arystokrata, prawnik i polityk. Był synem sir Johna Trevora.

## Życiorys
W 1692 r. otrzymał tytuł szlachecki. W latach 1692–1698 reprezentował w Izbie Gmin okręg wyborczy Plympton Erle. W 1701 r. był deputowanym z okręgu Lewes. W latach 1692–1695 był radcą generalnym Anglii i Walii, a następnie został prokuratorem generalnym. W 1701 r. został przewodniczącym Sądu Spraw Pospolitych.
W 1712 r. otrzymał tytuł 1. barona Trevor i zasiadł w Izbie Lordów. Po wstąpieniu na tron Jerzego I w 1714 r. został usunięty ze stanowiska przewodniczącego Sądu Spraw Pospolitych. W 1726 r. Robert Walpole powierzył mu stanowisko lorda tajnej pieczęci. W 1730 r. Trevor objął stanowisko Lorda Przewodniczącego Rady, które sprawował aż do swojej śmierci.
Trzech jego synów nosiło tytuł baronów Trevor – Thomas (1692–1753), John (1695–1764) i Robert (1705–1783). Czwarty syn, Richard, został biskupem St David’s i Durham.